# Sint-Medarduskerk (Vreren)
De Sint-Medarduskerk is een kerkgebouw in Vreren in de Belgische gemeente Tongeren-Borgloon in de provincie Limburg. De kerk ligt op een kerkheuvel aan de Sint-Medardusstraat nabij de straat Achter de Kerk. Rond de kerk bevindt zich het kerkhof.
Het neoclassicistische pseudo-basilicale gebouw, naar een ontwerp van de Maastrichtse bouwmeester Mathias Soiron, bestaat uit een ingebouwde westtoren, een driebeukig schip met vijf traveeën en een driezijdig gesloten koor met een rechte travee. Het koor wordt geflankeerd door sacristieën uit de 19e eeuw. Het gebouw is opgetrokken in baksteen. De traveeën van het schip zijn voorzien van pilasters met mergelstenen hoekbanden. In de plint heeft men materialen verwerkt van de romaanse kerk. Verder heeft het gebouw rondboogvensters voorzien van een mergelstenen omlijsting met negblokken die op regelmatige afstand geplaatst zijn. De westgevel is blind en voorzien van mergelstenen hoekbanden. De toren heeft een ingesnoerde naaldspits en rondboogvormige galmgaten. Er bevindt zich een rondboogportaal met een kalkstenen omlijsting onder het eerste venster van de noordelijke zijbeuk. Het schip en het koor worden gedekt door een gezamenlijk zadeldak met leien. De middenbeuk wordt gescheiden van de zijbeuken door een arcade bestaande uit gemarmerde Toscaanse zuilen met daarop een entablement met daarop een tongewelf. Het koor is aan de binnenzijde halfrond gesloten en wordt overwelft door een halve koepel. Boven de zijbeuken bevindt zich een vlakke zoldering.
De kerk is de parochiekerk van het dorp en gewijd aan Sint-Medardus. Dit is tevens de patroonheilige van Vreren.

## Geschiedenis
Eerder stond er een romaans kerkgebouw opgetrokken in silexblokken.
In 1779 werd er op de restanten van het romaanse gebouw de nieuwe kerk gebouwd in Lodewijk XIV-stijl. De restanten van het oude gebouw bestaan nog steeds en zijn zichtbaar aan de voet van de heuvel. De romaanse kerk had een heel andere oriëntering dan het classicistische gebouw.